# Francesco Redi

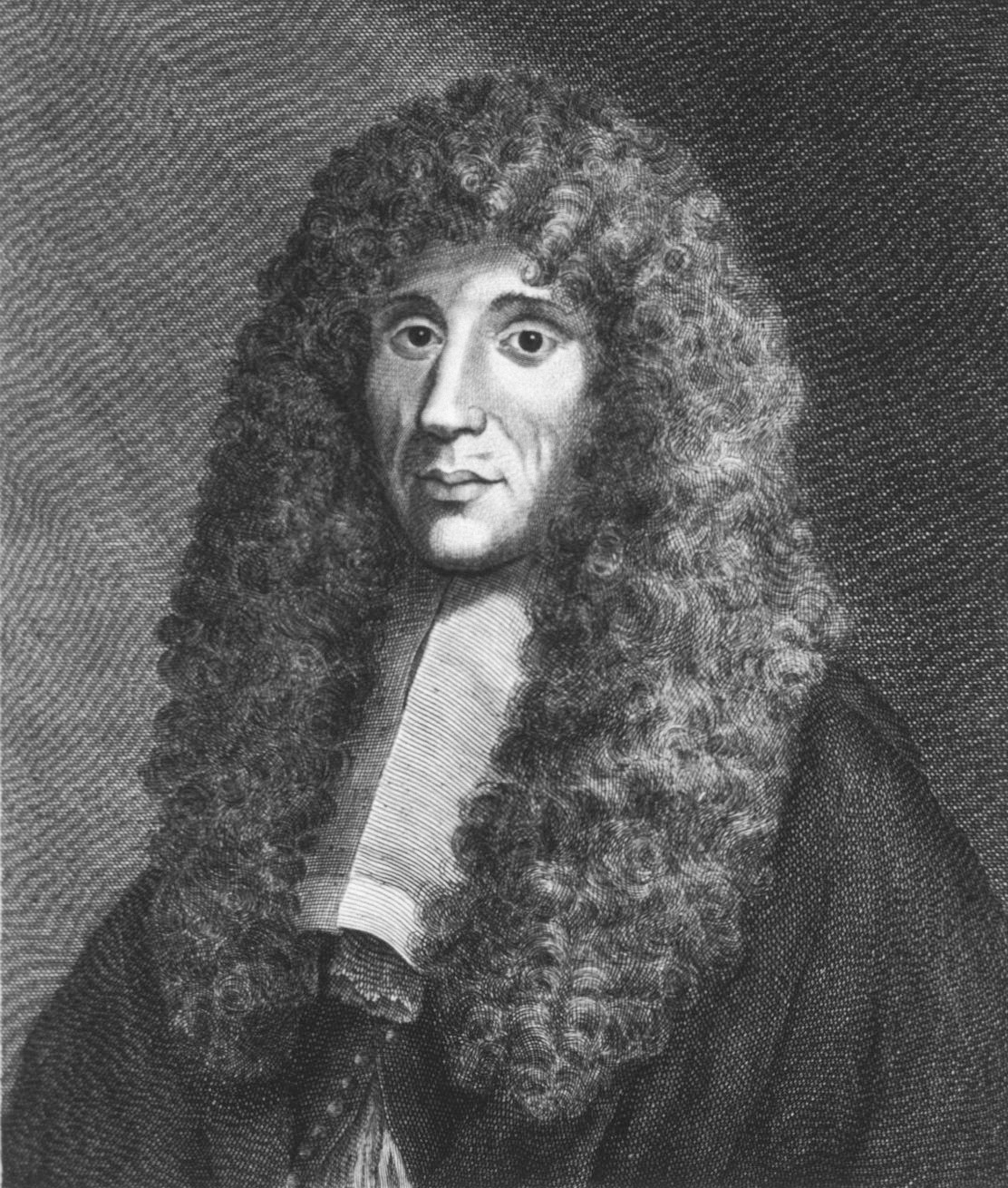
Francesco Redi

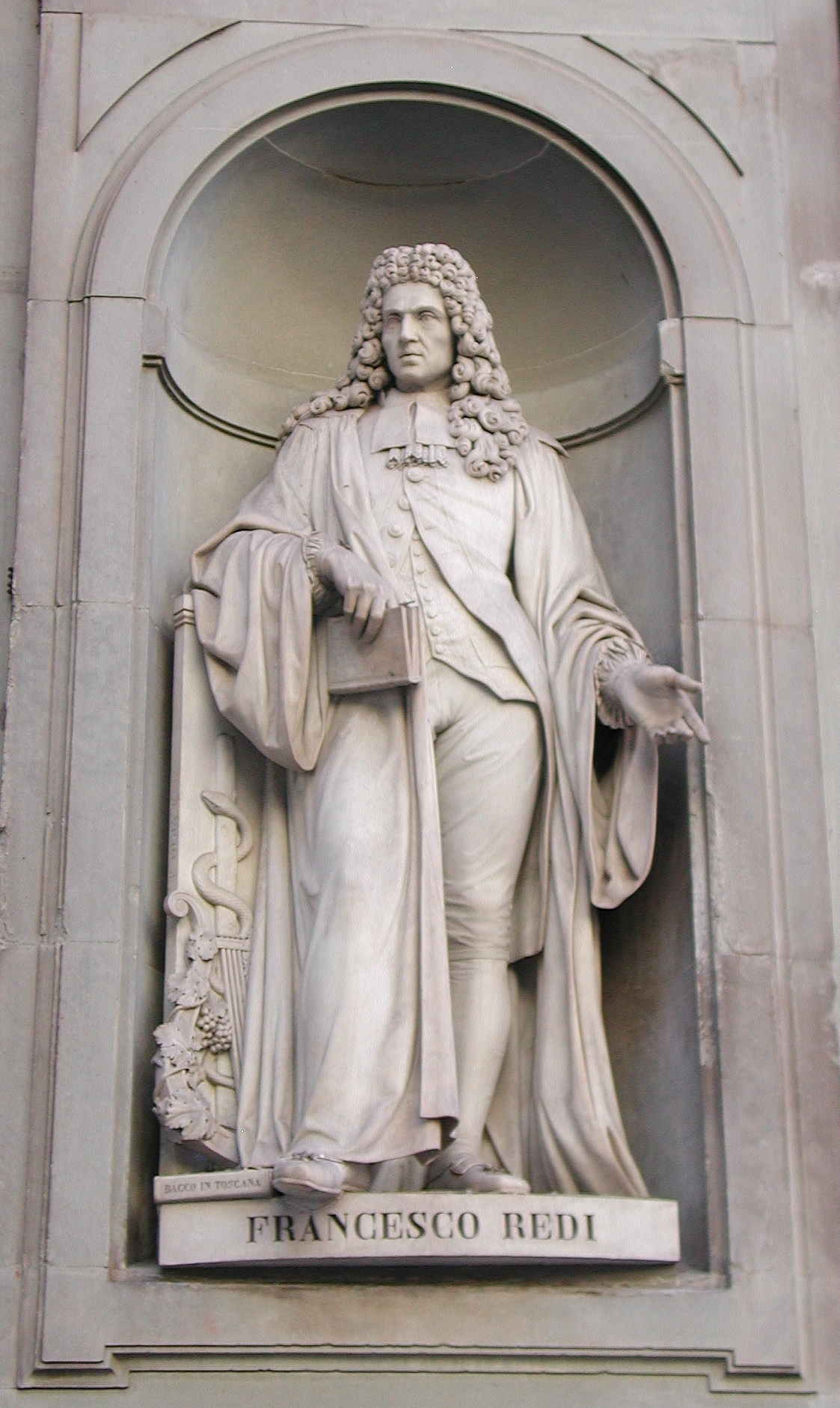
Redi's beeld in de buitengalerij van het Uffizi

Francesco Redi (Arezzo, 18/19 februari 1626 - Pisa, 1 maart 1697) was een Italiaans arts, natuuronderzoeker en dichter.
Redi was een van de eersten die het bestaan van Generatio spontanea ontkrachtte. Hij vulde een paar grote potten met vlees en dekte een aantal daarvan af. Alleen in de niet afgedekte potten ontstonden maden. 
Het gezegde omne vivum e vivo, of al het levende ontstaat uit het levende komt ook van Redi. Zijn experimenten zijn nagevolgd door Steven Blankaart.
- Bibsys: 90849499
- Biblioteca Nacional de España: XX1084199
- Bibliothèque nationale de France: cb12056074g (data)
- Author citation (botany): Redi
- Catàleg d'autoritats de noms i títols de Catalunya: 981058517850006706
- CiNii: DA10231371
- Gemeinsame Normdatei: 118939416
- International Standard Name Identifier: 0000 0001 1680 7528
- Library of Congress Control Number: n82228646
- Nationale Bibliotheek van Tsjechië: nlk20000091741
- Nationale bibliotheek van Australië: 35789720
- Nationale Bibliotheek van Israël: 987007307042805171
- Nationale Bibliotheek van Polen: a0000003670793
- Nederlandse Thesaurus van Auteursnamen: 071045171
- Istituto Centrale per il Catalogo Unico: CFIV038113
- SNAC: w6x35rkv
- Système universitaire de documentation: 028799364
- Trove: 1088822
- Virtual International Authority File: 84814826
- WorldCat: E39PBJh8VhR4FqK8w937PtpXVC